# Llévame contigo
Llévame contigo è un lungometraggio argentino del 1951 diretto da Juan Sires.

## Trama
In una villa, due senzatetto assistono a una lite tra una coppia e verranno coinvolti in un complotto per rubare i soldi della donna.